# Melitturga praestans
Melitturga praestans är en biart som beskrevs av Giraud 1861. Melitturga praestans ingår i släktet Melitturga och familjen grävbin. Inga underarter finns listade i Catalogue of Life.